# Thạch Kim Tuấn
Thạch Kim Tuấn (Distretto di Hàm Tân, 15 gennaio 1994) è un sollevatore vietnamita campione mondiale, attivo nella categoria dei pesi gallo (fino a 56/61 kg.).

## Carriera
Nato da una povera famiglia di etnìa khmer, si dedicò da adolescente al sollevamento pesi nel tentativo di sfuggire alla povertà.
Dopo aver ottenuto risultati lusinghieri nelle categorie giovanili, nel 2013 Thạch Kim Tuấn ha vinto tra i senior la medaglia d'argento nella categoria fino a 56 kg. ai Campionati asiatici di Astana con 281 kg. nel totale; nello stesso anno, qualche mese dopo, ha vinto la medaglia di bronzo ai Campionati mondiali di Breslavia con 283 kg. nel totale.
Nel 2014 ha vinto la medaglia d'argento ai Giochi Asiatici di Incheon con 294 kg. nel totale e, poche settimane dopo, ha vinto la medaglia d'argento anche ai Campionati mondiali di Almaty con 296 kg. nel totale, stesso risultato del vincitore, il nordcoreano Om Yun-chol campione olimpico in carica, il quale si è aggiudicato la medaglia d'oro grazie al suo peso corporeo leggermente inferiore rispetto a quello del vietnamita.
L'anno successivo Thạch Kim Tuấn ha ottenuto la medaglia di bronzo ai Campionati mondiali di Houston con 287 kg. nel totale.
Nel 2016 ha preso parte alle Olimpiadi di Rio de Janeiro, non riuscendo a concludere la gara per aver fallito i tre tentativi nella prova di slancio dopo aver chiuso al 4º posto nella prova di strappo.
L'anno seguente, tuttavia, Thạch Kim Tuấn ha ottenuto il più grande risultato della sua carriera, vincendo la medaglia d'oro ai Campionati mondiali di Anaheim con 279 kg. nel totale, battendo il connazionale Trần Lê Quốc Toàn (270 kg.) ed il colombiano Carlos Berna-González (266 kg.).
Nel 2018 Thạch Kim Tuấn ha vinto la medaglia d'argento ai Giochi Asiatici di Giacarta con 280 kg. nel totale e tre anni dopo ha partecipato alle Olimpiadi di Tokyo 2020 nella nuova categoria dei pesi gallo (fino a 61 kg.), ma anche in questa occasione non è riuscito a classificarsi, fallendo un'altra volta i tre tentativi nella prova di slancio, dopo aver concluso all'8º posto la prova di strappo.